# Barthélémy-Alphonse Le Couteulx de Canteleu
Pour les autres membres de la famille, voir Famille Le Couteulx.
Barthélémy-Alphonse, comte Le Couteulx de Canteleu (2 août 1786, Canteleu - 30 octobre 1840, Farceaux), est un homme politique français.

## Biographie
Bathémemy-Alphonse est le fils du comte Jean-Barthélémy Le Couteulx de Canteleu, financier, armateur négrier et homme politique.
Il devient auditeur au Conseil d'État et inspecteur général de la comptabilité et du mobilier de la Couronne.
Après la mort de son père, en 1818, il lui succède dans ses titres et à la Chambre des pairs. À la Chambre, il siège dans la majorité, avant de donner sa démission le 2 janvier 1832.
Marié à la sœur d'Auguste-Frédéric de Talhouët, il est notamment le beau-père d'Alfred de Gouy d'Arsy.